# Чарлі Адлард
Чарлі Адлард (англ. Charlie Adlard; 4 серпня 1966, Шрусбері) — британський пенсилер, автор коміксів, найвідоміший своєю роботою над серією коміксів «Ходячі мерці»

## Карєра
Адлард розпочав свою роботу у Великій Британії над Білою смертю з Роббі Моррісоном і серіалами 2000 року нашої ери, включаючи суддю Дредда та Армітаджа. Він продовжив працювати на них над серіалом «Дикун».
У Сполучених Штатах він найвідоміший своєю роботою над Секретні матеріали (для Topps), Astronauts in Trouble (для AiT/Planet Lar) і The Walking Dead (для Image Comics).
З 2004 року він писав олівцем «Ходячі мерці».
Інші роботи включають: Марс атакує! (також для Topps), Клуб пекельного вогню та Адам Ворлок для Marvel Comics, Бетмен: Лицарі Готема і Зелений Ліхтар/Зелена Стріла для DC Comics. Біла смерть для Les Cartoonistes Dangereux, Blair Witch: Dark Testaments і Codeflesh. Shadowman для Acclaim Comics, і The Establishment для WildStorm, серед багатьох інших.
Він проілюстрував графічний роман «Гра в гру», написаний лауреатом Нобелівської премії Доріс Лессінг. 1992 року він співпрацював з автором бестселерів жахів Гая Н. Сміта «Лють крабів». One-shot повторно вийшов обмеженим тиражем у вересні 2008 року через Ghostwriter Publications.
У 2012 році Адлард був одним із кількох художників, які проілюстрували варіант обкладинки для Роберта Кіркмана Ходячі мерці № 100, який вийшов 11 липня на San Diego Comic-Con.